# Verbascum chrysanthum
Verbascum chrysanthum är en flenörtsväxtart som beskrevs av Svante Samuel Murbeck. Verbascum chrysanthum ingår i släktet kungsljus, och familjen flenörtsväxter. Inga underarter finns listade i Catalogue of Life.